# Kauniainen
Kauniainen (szw. Grankulla) – gmina w Finlandii, położona w południowej części kraju, należąca do regionu Uusimaa.